# Li Ping
Li Ping (15 de setembro de 1988, em Changsha) é uma halterofilista chinesa.
Li Ping definiu três recordes mundiais: um no arranque (103 kg), um no arremesso (129 kg) e um no total combinado (230 kg), na categoria até 53 kg.
Quadro de resultados
| Ano  | Posição | Competição                          | Classe de peso | Marca             |
| 2005 | 1.      | Campeonato Mundial Júnior em Busan  | –53 kg         | 207 kg (90+117)   |
| 2005 | 1.      | Campeonato Mundial em Doha          | –53 kg         | 224 kg (98+126)   |
| 2006 | 1.      | Jogos Asiáticos em Doha             | –53 kg         | 224 kg (98+126)   |
| 2007 | 1.      | Campeonato Asiático em Tai'an       | –53 kg         | 225 kg (96+129)   |
| 2007 | 1.      | Campeonato Mundial em Chiang Mai    | –53 kg         | 219 kg (93+126)   |
| 2009 | 1.      | Jogos da Ásia Oriental em Hong Kong | –53 kg         | 215 kg (93+122)   |
| 2010 | 1.      | Jogos Asiáticos em Guangzhou        | –53 kg         | 230 kg (103*+127) |
| 2011 | 1.      | Campeonato Asiático em Tongling     | –53 kg         | 215 kg (90+125)   |
| 2016 | 3.      | Campeonato Asiático em Tongling     | –58 kg         | 230 kg (100+130)  |

*Recorde mundial até 2018